# 鳥取県東西8大学OB野球大会
鳥取県東西8大学OB野球大会（とっとりけんとうざいはちだいがくおーびーやきゅうたいかい）とは、鳥取県西部で開催されている関西、関東8つの私立大学（同志社大学、立命館大学、関西大学、関西学院大学、早稲田大学、慶應義塾大学、法政大学、中央大学）の卒業生による軟式野球大会。同大会実行委員会、新日本海新聞社共催。

## 概要
- 米子信用金庫淀江支店長であった田村眞康が鳥取県西部の関西4大学（関関同立）OB間交流を図る為に企画した「関西4大学OB野球大会」が原点である。
- 田村眞康は淀江地域の活性化を目指して淀江運動公園野球場での開催を推進し、現在まで開催地は変わっていない。
- その後、関東4大学OB会から参加の申し出があり、関西4大学OBの了承により現在の形となった。
- 同志社大学（同志社校友会米子支部）、立命館大学（立命館大学西部校友会）、関西大学（関西大学校友会鳥取県西部支部）、関西学院大学（関西学院大学同窓会米子支部）、早稲田大学（早稲田大学校友会鳥取県支部西部稲門会）、慶應義塾大学（米子三田会）、法政大学（法政大学校友連合会鳥取県西部支部）、中央大学（中央大学学員会鳥取県支部米子分会）の卒業生による野球大会（トーナメント方式）である。西部地区外在住の卒業生でも参加可能で、稀に現役生が出場することもある。
- 11月初旬に米子市淀江球場他で開催される。雨天の場合はボウリング大会となる（以前はバレーボール大会になっていた）。
- 「1試合5イニングで、試合時間は1時間15分以内とする。同点の場合は9人のジャンケンで決める。40歳以上の選手を常時3人以上出場させる。最初の3イニングは必ず40歳以上の投手とし、1人の投手は2イニングまでとする。また、30歳未満の投手は認めない。前項の投手については相手チームの了解があれば変更可。40歳以上の選手は出入り自由とする。」といった大会特別ルールがある。各大学野球部と同じ、もしくは模したユニフォームを着用してプレーし、攻撃中には校歌、応援歌などのテープが流される。
- 夜には懇親会も開催される。
- 他に、夏前に「鳥取県東西8大学OBゴルフ大会」もある。

## 優勝校
| 年度                 | 優勝校                       | 備考                     |
| -------------------- | ---------------------------- | ------------------------ |
| 1980年（第1回大会）  | 早稲田大学（初優勝）         |                          |
| 1981年（第2回大会）  | 早稲田大学（2年連続2回目）   |                          |
| 1982年（第3回大会）  | 同志社大学（初優勝）         |                          |
| 1983年（第4回大会）  | 立命館大学（初優勝）         | 雨のためバレーボール     |
| 1984年（第5回大会）  | 早稲田大学（3年ぶり3回目）   |                          |
| 1985年（第6回大会）  | 関西大学（初優勝）           | 雨のためバレーボール     |
| 1986年（第7回大会）  | 関西大学（2年連続2回目）     |                          |
| 1987年（第8回大会）  | 法政大学（初優勝）           |                          |
| 1988年（第9回大会）  | 法政大学（2年連続2回目）     |                          |
| 1989年（第10回大会） | 法政大学（3年連続3回目）     |                          |
| 1990年（第11回大会） | 中央大学（初優勝）           | 雨のためバレーボール     |
| 1991年（第12回大会） | 早稲田大学（7年ぶり4回目）   |                          |
| 1992年（第13回大会） | 立命館大学（9年ぶり2回目）   | 雨のためバレーボール     |
| 1993年（第14回大会） | 中央大学（3年ぶり2回目）     |                          |
| 1994年（第15回大会） | 中央大学（2年連続3回目）     |                          |
| 1995年（第16回大会） | 関西大学（9年ぶり3回目）     |                          |
| 1996年（第17回大会） | 早稲田大学（5年ぶり5回目）   |                          |
| 1997年（第18回大会） | 関西大学（2年ぶり4回目）     |                          |
| 1998年（第19回大会） | 慶應義塾大学（初優勝）       | 雨のためバレーボール     |
| 1999年（第20回大会） | 同志社大学（17年ぶり2回目）  |                          |
| 2000年（第21回大会） | －                           | 鳥取県西部地震のため中止 |
| 2001年（第22回大会） | 早稲田大学（5年ぶり6回目）   |                          |
| 2002年（第23回大会） | 慶應義塾大学（4年ぶり2回目） |                          |
| 2003年（第24回大会） | 法政大学（14年ぶり4回目）    |                          |
| 2004年（第25回大会） | 法政大学（2年連続5回目）     |                          |
| 2005年（第26回大会） | 法政大学（3年連続6回目）     |                          |
| 2006年（第27回大会） | 法政大学（4年連続7回目）     |                          |
| 2007年（第28回大会） | 中央大学（13年ぶり4回目）    |                          |
| 2008年（第29回大会） | 法政大学（2年ぶり8回目）     |                          |
| 2009年（第30回大会） | 中央大学（2年ぶり5回目）     |                          |
| 2010年（第31回大会） | 立命館大学（18年ぶり3回目）  | 雨のためボウリング       |
| 2011年（第32回大会） | 関西大学（14年ぶり5回目）    |                          |
| 2012年（第33回大会） | 中央大学（3年ぶり6回目）     |                          |
| 2013年（第34回大会） | 立命館大学（3年ぶり4回目）   |                          |
| 2014年（第35回大会） | 関西大学（3年ぶり6回目）     |                          |
| 2015年（第36回大会） | 関西大学（2年連続7回目）     |                          |